# Imre Josipovich

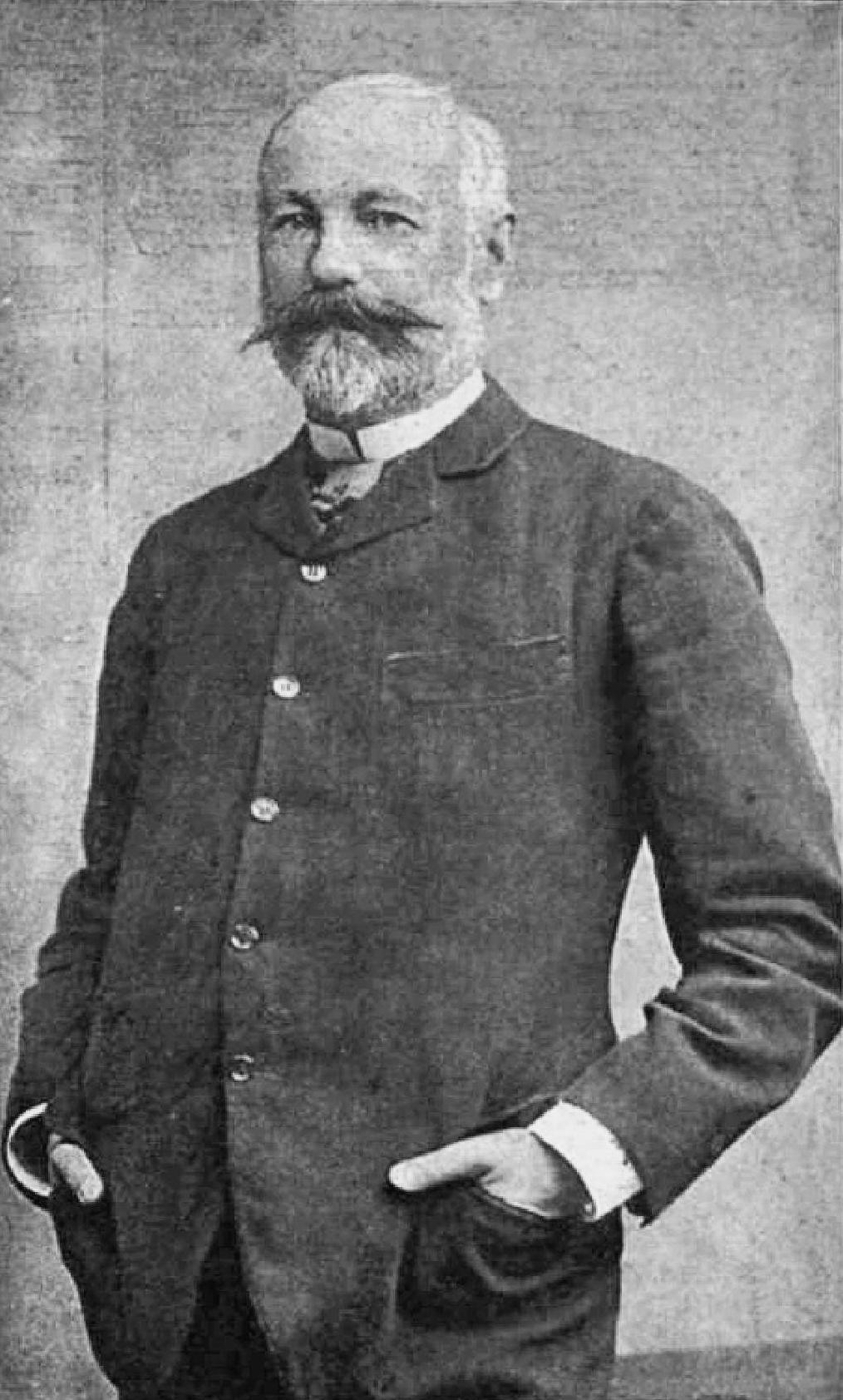
Imre Josipovich (1895)

Imre Josipovich (* 1. September 1834 in Kurilovec; † 30. Mai 1910 in Wien) war ein Politiker und Minister in der ungarischen Reichshälfte Österreich-Ungarns. Er war Mitglied der Kroatischen Unionistischen Partei (Horvát Unionista Párt).

## Leben und Wirken
Imre Josipovich ist in Ungarn aufgewachsen, teils im Konvikt in Tata, teils in Szombathely, Győr und Budapest. Danach hat er das familiäre Anwesen bis in die 1870er Jahre bewirtschaftet. Er begann zu dieser Zeit, sich aktiv am politischen Leben zu beteiligen. Er wurde als Abgeordneter gewählt und in das ungarische Parlament delegiert. Nach dem Tod von Kálmán Bedekovich übernahm Josipovich 1889 die Leitung des kroatisch-slawonisch-dalmatinischen Ministeriums als Minister ohne Geschäftsbereich. Er war Minister in vier Regierungen des Königreichs Ungarn, im Kabinett Kálmán Tisza, im Kabinett Szapáry, im Kabinett Wekerle I und im Kabinett Bánffy. 1906 wurde er in das Magnatenhaus gewählt. Sein besonderes Interesse galt wirtschaftlichen Themen.
Sein Sohn Géza Josipovich war ebenfalls Politiker und Minister.